# Benjamin Mako Hill
Benjamin Mako Hill (* 2. Dezember 1980) ist ein US-amerikanischer Softwareentwickler und Sachbuchautor. Als engagierter Aktivist der Freie-Software-Bewegung betätigt er sich in herausragender Position auf verschiedenen Feldern der freien Softwareentwicklung und Wissensvermittlung.

## Betätigungsfelder

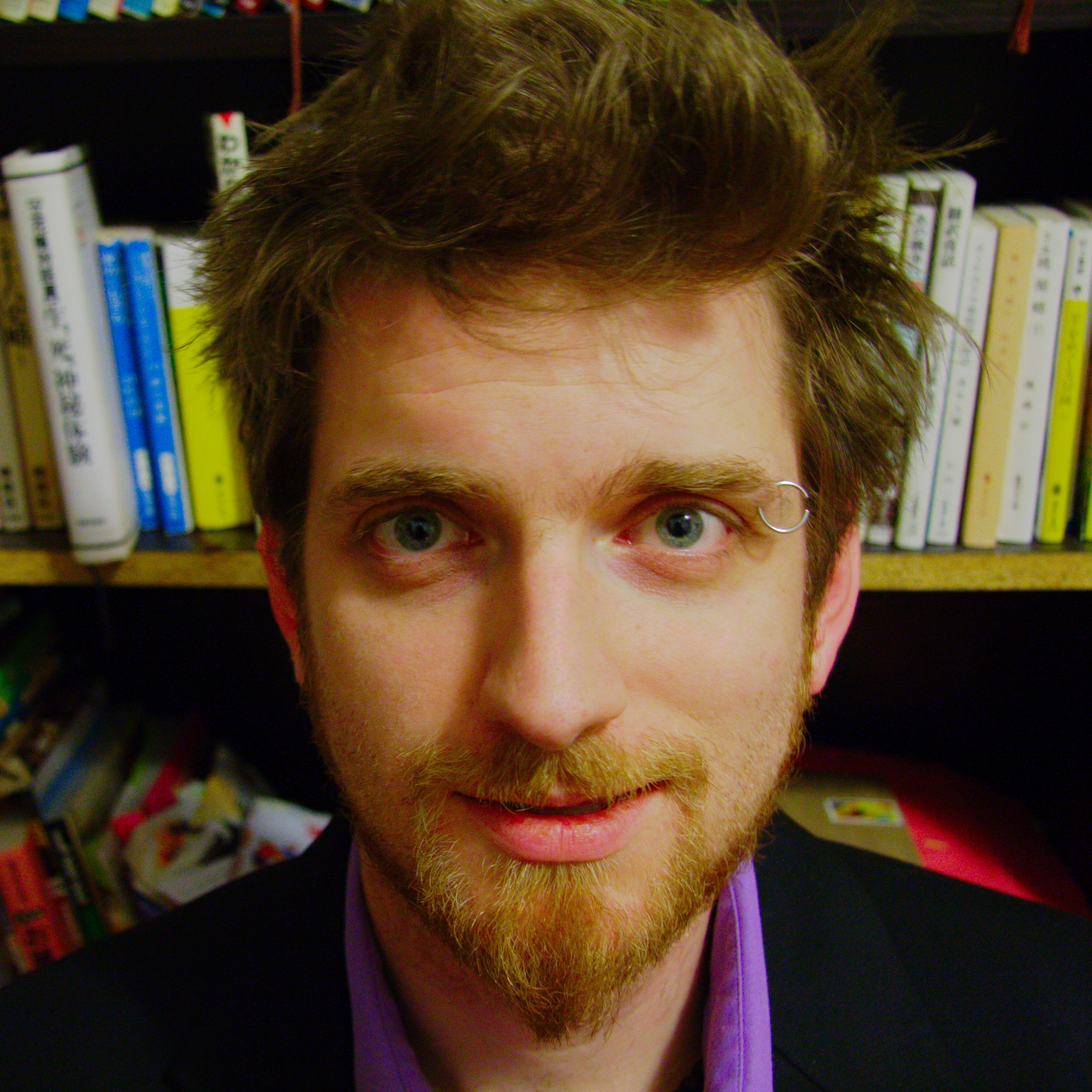
Benjamin Mako Hill

Hill hält ein Master’s Degree des MIT Media Lab und arbeitet als Senior Researcher am Massachusetts Institute of Technology bei der MIT Sloan School of Management. Einen internationalen Ruf erwarb er sich aber auch als Softwareentwickler, Projektmanager und administratives Mitglied bei verschiedenen Projekten im Rahmen der Open-Source-Bewegung. So war er von Beginn an am Aufbau der Debian- und Ubuntu-Projekte beteiligt, über die er in Zusammenarbeit mit anderen Autoren auch die beiden erfolgreichsten technischen Sachbücher verfasste.
Bei beiden Projekten beschränkte und beschränkt er sein Engagement nicht auf den rein technischen Bereich, sondern betätigt sich auch auf der organisatorischen Ebene. So unterstützte der die Debian-Projektleitung auch auf der Management-Ebene beim Einsatz von Geldern und Ressourcen und ist einer der Gründer von Debian Non Profit, einer Debian-Distribution, die speziell auf die Bedürfnisse von Non-Profit-Organisationen zugeschnitten ist. Von März 2003 bis Juli 2006 war er Mitglied im Vorstand der gemeinnützigen Organisation Software in the Public Interest (SPI), die sich die Förderung der Entwicklung freier Software auf die Fahnen geschrieben hat und der er ab dem Jahr 2004 als Vizepräsident diente.
Hill ist auch Entwickler und Gründungsmitglied von Ubuntu, einem Projekt, an dem er bis heute großen Anteil nimmt. Zusätzlich zu seinen technischen Aufgaben übernahm er hier während der ersten anderthalb Jahre auch die Funktion eines Project-Community-Managers für den Aufbau und die Organisation einer Gemeinschaft von Unterstützern rund um das Projekt. Bis heute ist er bei Ubuntu Mitglied des „Community-Council“, einer Institution, die alle nicht technischen Aspekte des Projekts überwacht.
Dank seiner Betätigung beim MIT Media Lab ist Hill auch als Berater und Organisator an der Initiative One Laptop per Child beteiligt, mit deren Hilfe die Bildungssituation von Kindern in der dritten Welt verbessert werden soll, und er ist im Rahmen seiner Aktivitäten für die Open-Source-Gemeinde Sprecher des GNU-Projekts.
Neben diesen Tätigkeiten als Entwickler und Organisator von Software Projekten betätigt sich Hill beständig und mit großer Leidenschaft als Autor und veröffentlichte in dieser Rolle neben Fachbüchern auch eine große Zahl von Artikeln in Zeitschriften, Zeitungen und Online-Journalen. Hier verlässt er nicht selten den rein technischen Bereich und beleuchtet seine Themen auch aus anthropologischer und sozialer Perspektive. Ein besonderes Interesse hegt er dabei für Themen, die sich mit Fragen des Urheberrechts und des geistigen Eigentums befassen. Hier hat er ein persönliches Anliegen und findet er den Antrieb für seinen unermüdlichen Einsatz zu Gunsten der Open-Source- und Open-Knowledge-Bewegung, deren geistige wie gesellschaftliche Fundamente er auf einer gesunden intellektuellen Basis verankert sehen möchte.
Seit einiger Zeit ist Hill Mitglied im Advisory Board der Wikimedia Foundation und betätigt sich bei der Open Knowledge Foundation. Im Jahr 2006 heiratete er Mika Matsuzaki.